# A Lowland Cinderella
A Lowland Cinderella er en britisk stumfilm fra 1921 af Sidney Morgan.

## Medvirkende
- Joan Morgan som Hester Stirling
- Ralph Forbes
- George Foley som David Stirling
- Mary Carnegie som Mrs. Torpichan
- Mavis Clair som Ethel Torpichan
- Nell Emerald som Megsy
- Eileen Grace som Claudia Torpichan
- Charles Levey som Dr. Silvanus Torpichan